# Víctor Pérez (football)
Pour les articles homonymes, voir Víctor Pérez et Pérez.
Víctor Pérez est un footballeur espagnol né le 12 janvier 1988 à Albacete. Il évolue au poste de milieu défensif avec East Bengal.

## Biographie
Le 27 mars 2015, Pérez est prêté en MLS au Fire de Chicago.

## Palmarès
vierge